# Лихолат Олена Анатоліївна
Олена Анатоліївна Лихолат (нар. 30 січня 1963, Дніпропетровськ) — українська біологиня, вчена в галузі гігієни харчування, викладачка. Докторка біологічних наук, професорка. Академікиня Академії наук вищої школи України за аграрним науковим відділенням (2018). Індекс Гірша за Scopus 3, за WOS 4.

## Біографія
Олена Лихолат народилася 30 січня 1963 року в місті Дніпропетровськ (нині — Дніпро).
1985 року закінчила Дніпропетровський державний університет за спеціальністю «Біохімія», отримала спеціальність «Біохімік. Викладач». Кандидатську дисертацію захистила у 1990 році на тему «Активність катепсинів при пухлинному рості». З 1992 по 2006 рік працювала в Українському науково-дослідному інституті медико-соціальних проблем інвалідності. У 2005 році захистила дисертацію на звання докторки біологічних наук «Наукове обґрунтування біохімічних основ формування бронхолегеневих захворювань у населення за умов забруднення довкілля важкими металами та іонізуючим випромінюванням в низьких дозах» за спеціальністю «Гігієна». Вчене звання старшого наукового співробітника отримала в 1997 році. З 2006 року працює в Університеті митної справи та фінансів на посаді професорки. У 2020 році отримала вчене звання професорки.
Нагороджена Золотими грантами Німецького товариства підтримки наукових досліджень, Florida State University, Золотим та Срібними грантами ERS. Брала участь як тренер у Програмі з довкілля ООН (UNEP) Проєкту Міжнародного центру екологічної конфліктології та безпеки UNEP (2018—2019).

## Членство
- Міжнародна дослідницька мережа
- Програма освіти та розвитку «Агробіорізноманіття для покращення харчування, здоров'я та якості життя»
- Slovak University of agriculture (Нітра, Словаччина).
- Редакційна колегія наукових видань «Regulatory Mechanisms in Biosystems»
- Редакційна колегія наукових видань «Вісник Сумського національного аграрного університету»

## Наукова діяльність
Авторка й співавторка майже 400 наукових праць, 13 патентів на винаходи, видала 2 монографії за кордоном, має 28 статей з індексом цитування в наукометричних базах Scopus та Web of Science, 57 статей у фахових наукових виданнях України, 14 статей у закордонних виданнях. Авторка та співавторка 1 підручника та 6 навчальних посібників для студентів закладів вищої освіти. Підготувала 1 кандидата наук.
Викладає дисципліни:
- «Мікробіологія, гігієна та санітарія в галузі»
- «Стандартизація, сертифікація та ліцензування в готельній та туристичній справі»
- «Метрологія, стандартизація та сертифікація»
- «Фізіологія та гігієна харчування»
- «УКТЗЕД»
- «Основи медичних знань»

### Монографії
- Actual aspects of organic agricultural development in Ukraine. — Vienna, 2018. Р. 126—151
- Influence of substances destroying the endocrine system on the state of fauna representatives. In Effects of pollution and climate change on the ecosystem components: monograph. — Praha: Oktan Print, 2021. 136—159

## Нагороди
- Подяки та грамоти АМСУ, районної та міської ради
- Почесний знак «Кращий куратор АМСУ» (2019)